# 情殺局中局
《情殺局中局》（法語：Crime d'amour）是一部2010年製作的法國犯罪劇情片。由曾奪得法國國內水準最高的電影獎項凱撒電影獎最佳導演最後遺作，他除執導外同時兼任聯合編劇。

## 故事簡介
故事為兩位女性於辦公室的角力鬥爭演變成謀殺事件。姬絲汀（克莉絲汀·史考特·湯瑪斯飾）是一家財雄勢大跨國企業位於法國分部的主管，而伊莎貝（露德温·塞尼耶飾）則是姬絲汀的助理，姬絲汀是一個有豐富經驗但冷酷無情兼有虐待狂的主管，喜歡玩弄人於掌上。伊莎貝就屬於能幹有事業心及務實的助理。起初姬絲汀利用伊莎貝的才幹為自己謀利益，但後來伊莎貝不甘於做幕後功臣。至有一日伊莎貝終於得到總部賞識，但由於會威脅到她的上司姬絲汀於公司內地位，姬絲汀開始對伊莎貝進行羞辱。伊莎貝不甘再被支配及侮辱，她決心報復，而她精心佈局的謀殺計劃就開始展開。

## 演員
| 演員                   | 演員                 | 角色       | 角色            | 備註 |
| 中文名                 | 英文名               | 角色中文名 | 角色英文名      | 備註 |
| ---------------------- | -------------------- | ---------- | --------------- | ---- |
| 露德温·塞尼耶          | Ludivine Sagnier     | 伊莎貝     | Isabelle Guérin |      |
| 克莉絲汀·史考特·湯瑪斯 | Kristin Scott Thomas | 姬絲汀     | Christine       |      |
| 帕特裡克·米勒          | Patrick Mille        | 菲利普     | Philippe        |      |

## 外部連結
- 官方网站
- 互联网电影数据库（IMDb）上《情殺局中局》的资料（英文）
- 爛番茄上《情殺局中局》的資料（英文）